# Розета (орнамент)
Вижте пояснителната страница за други значения на розета.
Вижте пояснителната страница за други значения на розетка.
Розета или розетка е вид декоративен орнамент с кръгла форма на стилизирано цвете – розетка. Отделните елементи от розетата излизат от общ център, подчинени на ротационна симетрия.
Дизайнът с розетата се използва още от древността, в Месопотамия, по древногръцките надгробни стели и из Средиземноморието. Възприета е в романската и ренесансовата архитектура, често се среща в изкуството на Централна Азия, в Индия се използва като декоративен мотив в будисткото изкуство. Едно от най-ранните проявления на розетата в древното изкуство е през четвъртото хилядолетие пр.н.е. в Древен Египет.
Стилизираният цветен мотив често се среща в архитектурата, металообработката, бижутерията, приложните изкуства, изработването на мебели и музикални инструменти.
- Романската църква Йоанискирхе в Швебиш Гмюнд
- Розетен прозорец на катедралата Нотр-Дам в Страсбург
- Розета около отвора на китара от 1695 – 1699 година, дело на Йоахим Тилке